# Fédération sénégalaise de natation et de sauvetage
La Fédération sénégalaise de natation et de sauvetage ou FSNS est une fédération sportive sénégalaise regroupant les clubs de natation sportive, de natation en eau libre, de natation synchronisée, de plongeon et de water-polo du Sénégal.
Elle organise les compétitions nationales et gère les équipes nationales. Elle assure aussi la formation des sauveteurs.
Elle est membre de la Confédération africaine de natation amateur et de la Fédération internationale de natation, et est affiliée au Comité national olympique et sportif sénégalais. La Fédération est fondée le 18 novembre 1960.

## Présidents de la FSNS
Les présidents de la Fédération sénégalaise de natation et de sauvetage sont : 
- Oumar Diallo (de 1960 à 1961)
- Yoro Sow (de 1961 à 1972)
- Prudence Ngom (de 1972 à 1974)
- Cheikh Touré (de 1974 à 1975)
- Mamadou Ndiaye (de 1975 à 1984)
- Sidate Niané (de 1984 à 2001)
- Dr Mohamed Diop (2001-2020)[2]
- Maguette Fatim Dieye (depuis 2020)[3]